# Landes-Vieilles-et-Neuves
Landes-Vieilles-et-Neuves é uma comuna francesa na região administrativa da Normandia, no departamento de Sena Marítimo. Estende-se por uma área de 7,05 km². Em 2010 a comuna tinha 135 habitantes (densidade: 19,1 hab./km²).